# Fuquan Fang
Fang Fuquan (chinês tradicional: 方復全, chinês simplificado: 方复全, pinyin: Fāng Fùquán; Tongcheng, Anhui, outubro de 1964) é um matemático chinês. É um dos matemáticos de destaque nas áreas de geometria e topologia na China.
Entrou na Universidade de Ciência e Tecnologia de Huazhong em setembro de 1983, onde graduou-se em 1986. Após um curto período lecionando em sua alma mater, obteve um doutorado na Universidade de Jilin em 1991. Fang prosseguiu com estudos avançados na Alemanha, com pesquisas de pós-doutorado na Universidade de Mainz de 1993 a 1994.
Retornou para a China em maio de 1994, tornando-se professor associado na Universidade de Nankai. Foi professor visitante na Sociedade Max Planck de outubro de 1995 a junho de 1996 e depois no Institut des Hautes Études Scientifiques de julho de 1996 a junho de 1997.
Foi professor da Capital Normal University em novembro de 2004.
Foi eleito membro da Academia Chinesa de Ciências em 28 de novembro de 2017.

## Publicações selecionadas
- Fang Fuquan; Xiaochun Rong (2007). «Curvature, diameter, rational homotopy type and cohomology rings». Duke Math. J. 107: 135–158. doi:10.1215/S0012-7094-01-10717-5
- Fang Fuquan (2001). «Smooth group actions on 4-manifolds and Seiberg-Witten theory». Diff. Geom. Appl. 14: 1–14. doi:10.1016/s0926-2245(00)00036-x
- Fang Fuquan (2002). «Orientable 4-manifolds topologically embed in R7». Topology. 41 (5): 927–930. doi:10.1016/s0040-9383(01)00002-7
- Fang Fuquan; Xiaochun Rong (2002). «Second twisted Betti numbers and the convergence of collapsing Riemannian manifolds». Invent. Math. 150: 161–209. doi:10.1007/s00222-002-0230-2
- Fang Fuquan; S. Druck; S. Firmo (2002). «Fixed points of discrete nilpotent group actions on S2». Ann. Inst. Fourier. 52 (4): 1075–1091. arXiv:math/0109015. doi:10.5802/aif.1912